# Myristica guadalcanalensis
Myristica guadalcanalensis là một loài thực vật thuộc họ Myristicaceae. Đây là loài đặc hữu của quần đảo Solomon.